# Z-pinch
 (septembre 2020).
Les machines à striction axiale (ou appelées aussi Z-pinch) présentent l'une des méthodes de confinement inertiel en cours d'investigation pour le contrôle de la fusion nucléaire.

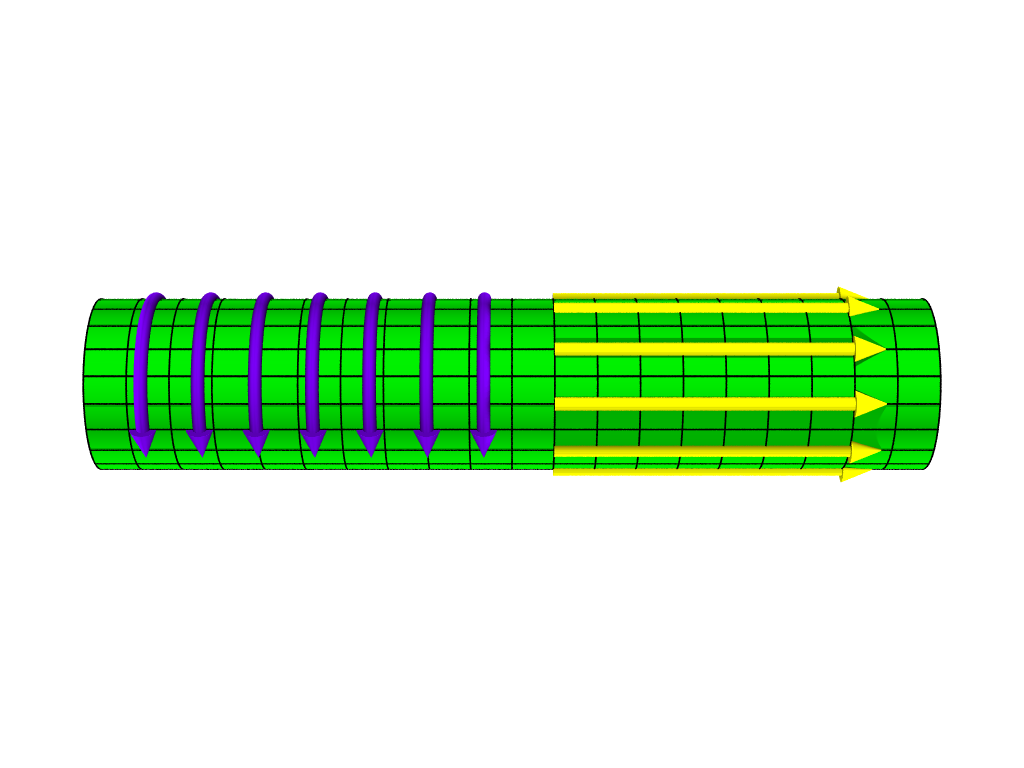
L'un des principes du Z-Pinch : le courant dans la direction Z provoque un champ B dans la direction θ (selon la loi d'Ampère). Ici, le courant est représenté en jaune et le champ B qu'il génère est indiqué en violet. Illustration : Dave Burke avec POV-Ray, Septembre 2006

Une petite capsule de combustible est placée au centre d'une cage constituée de fils de tungstène ou d'aluminium de diamètre micrométrique (en anglais cylindrical wire array). On utilise également une tuyère permettant de générer un flux cylindrique d'argon (gas-puff). Lors d'une forte décharge électrique, ces fils ou le cylindre de gaz se transforment sous l'effet de la chaleur en plasma conducteur du courant. 
Les forces de Lorentz entraînent la striction du plasma sur son axe z (d'où le nom Z-pinch). L'augmentation brutale de la pression du plasma génère alors un fort rayonnement X qui à son tour comprime la capsule contenant le mélange à fusionner.

## Principe de fonctionnement
- Mode d'action : par confinement inertiel
- Mode de fonctionnement : par impulsions

### Description du dispositif
Le dispositif de la fusion à striction axiale est constitué d'une petite capsule de la taille environ d'un grain de poivre, constituée de combustible de deutérium et de tritium. Cette capsule est placée au centre d'un réseau cylindrique composé de fils de tungstène (environ 400) par lesquels passera une impulsion de courant.
L'ensemble de ce dispositif se trouve lui-même au centre d'une cavité permettant de piéger les rayons X.

### Déroulement
Une impulsion de courant de 20 millions d'ampères et d'une durée de 100 nanosecondes est transmise par les fils de métal. La très grande quantité d'énergie et l'échauffement produit « vaporise » les fils ou le cylindre gazeux, ce qui les transforme en un plasma. Le champ magnétique que crée le courant comprime violemment les différents fils individuels en un tube de plasma au centre du réseau.
Avec l'augmentation de l'intensité du courant lors de l'impulsion, le champ magnétique va ensuite comprimer brutalement le tube de plasma. Au cours de cette compression, arrivé à un stade limite, appelé stagnation, le plasma s'arrête brutalement, et la conversion de l'énergie cinétique des électrons et ions du plasma va libérer de très grandes quantités de rayons X ou UV de basse énergie sous forme proche d'un rayonnement de corps noir de l'ordre du keV.
Les rayons X ainsi libérés, d'une puissance rayonnée actuelle allant jusqu'à 290 térawatts, vont comprimer et chauffer la capsule de combustible et déclencher des réactions de fusion nucléaire.

### Stockage de l'énergie
Afin d'obtenir et de libérer en un temps suffisamment court l'énorme quantité d'énergie nécessaire au fonctionnement de la machine à Z-pinch, il est nécessaire de stocker l'énergie au préalable. Ce stockage est réalisé à l'aide de « piscines » remplies d'eau, qui jouent le rôle de condensateurs. L'énergie ainsi stockée pourra être libérée en un très court laps de temps selon un mode impulsionnel avec une période extrêmement courte inférieure à 10 nanosecondes.

## Limitations actuelles
Le point d'ignition qui permet d'obtenir un nombre suffisamment élevé de fusions atomiques et libérer plus d'énergie qu'il n'en faut pour faire fonctionner la machine n'est à ce stade pas encore atteint. L'objectif des prochaines années est d'augmenter l'intensité du courant électrique de 20 à 60 millions d'ampères.
Cependant, cette augmentation n'est pas sans poser de problèmes, car les rayons X qui compriment le combustible exercent aussi une pression colossale sur la paroi de la cavité contenant le dispositif.
À 60 millions d'ampères et à une puissance de 150 térawatts, cette pression serait de l'ordre de 150 à 500 gigapascals.